# Borneosicyos simplex
Borneosicyos simplex är en gurkväxtart som beskrevs av W. J. J. O. de Wilde. Borneosicyos simplex ingår i släktet Borneosicyos och familjen gurkväxter. Inga underarter finns listade i Catalogue of Life.